# Caledoconcha carnosa
Caledoconcha carnosa е вид коремоного от семейство Hydrobiidae. Видът е критично застрашен от изчезване.

## Разпространение и местообитание
Разпространен е в Нова Каледония.
Обитава сладководни басейни, реки и потоци.